# Globia alameda
Globia alameda är en fjärilsart som beskrevs av John Bernhard Smith 1903. Globia alameda ingår i släktet Globia och familjen nattflyn, Noctuidae. Arten förekommer i västra USA, åtminstone från Kalifornien och norrut förbi Seattle. Inga underarter finns listade i LepIndex, NHM.